# Neoempheria insignis
Neoempheria insignis är en tvåvingeart som först beskrevs av Johannes Winnertz 1863.  Neoempheria insignis ingår i släktet Neoempheria och familjen svampmyggor. Inga underarter finns listade i Catalogue of Life.